# Paul Johansson
Paul Johansson (Spokane, 26 gennaio 1964) è un attore e regista statunitense, conosciuto per il ruolo di Dan Scott nella serie televisiva One Tree Hill del network The CW.

## Biografia
Figlio del giocatore di hockey Earl Johansson, Paul è nato a Spokane, nello stato di Washington, ma è cresciuto a Vancouver, in Canada. Ha ottenuto il suo primo ruolo da attore in una popolare soap opera, Santa Barbara, dove interpretava Greg, uno dei tanti figli di C.C. Capwell. Dopo aver abbandonato la soap nel 1990, è apparso nella serie tv Beverly Hills 90210, e in alcuni episodi di Settimo cielo e Dharma & Greg. Partecipa nel 2015 alla serie tv Mad Men nei panni di Ferg Donnelly negli ultimi episodi della settima stagione. Nel cinema ha ottenuto ruoli in film come Bolle di sapone, Codice marziale 2, e nei film di Nick Cassavetes She's So Lovely - Così carina, John Q e Alpha Dog. Ha anche un piccolo cameo nel film Le pagine della nostra vita.
Johansson è anche regista: ha infatti diretto un cortometraggio, Conversations in Limbo, che ha ottenuto plausi di critica ad importanti festival cinematografici, tra cui quello di Toronto. Ha inoltre diretto svariati episodi dello stesso One Tree Hill. Nel 2004 ha diretto il film televisivo Gioventù ribelle, con Gena Rowlands e Kevin Zegers, mentre nel 2011 ha diretto Atlas Shrugged: Part I, primo capitolo di una trilogia basata sul romanzo di Ayn Rand La rivolta di Atlante, in cui Johansson ricopre anche il ruolo di John Galt.

## Filmografia parziale

### Attore

#### Cinema
- Bolle di sapone (Soapdish), regia di Michael Hoffman (1991)
- Codice marziale 2 (Martial Law II: Undercover), regia di Kurt Anderson (1992)
- Party di capodanno (When the Party's Over), regia di Matthew Irmas (1993)
- Carnival of Souls, regia di Adam Grossman e Ian Kessner (1998)
- Wishmaster 2 - Il male non muore mai (Wishmaster 2: Evil Never Dies), regia di Jack Sholder (1999)
- The Last Dance, regia di Kevin Dowling (2000)
- John Q, regia di Nick Cassavetes (2002)
- Le pagine della nostra vita (The Notebook), regia di Nick Cassavetes (2004)
- Alpha Dog, regia di Nick Cassavetes (2006)
- The Boondock Saints 2 - Il giorno di Ognissanti (The Boondock Saints II: All Saints Day), regia di Troy Duffy (2009)
- Atlas Shrugged: Part I, regia di Paul Johansson (2011)
- The Winner 3D, regia di Frank Dobrin (2013)
- Frammenti di un inganno (The Stepchild), regia di Roma Roth (2016)
- Detective Knight - Giorni di fuoco (Detective Knight: Redemption), regia di Edward Drake (2022)
- God Is a Bullet, regia di Nick Cassavetes (2023)
- Marked Men - Oltre le regole (Marked Men Rule + Shaw), regia di Nick Cassavetes (2025)

#### Televisione
- Santa Barbara – soap opera (1989-1990)
- Beverly Hills 90210 – serie TV, 13 episodi (1993-1994)
- Dharma & Greg – serie TV, episodio 1x15 (1998)
- Highlander: The Raven – serie TV, 22 episodi (1998-1999)
- The District – serie TV, episodi 2x20-3x05 (2000-2001)
- One Tree Hill – serie TV, 150 episodi (2003-2012)
- Criminal Minds – serie TV, episodio 7x15 (2012)
- CSI - Scena del crimine (CSI: Crime Scene Investigation) – serie TV, episodio 13x18 (2013)
- Beauty and the Beast – serie TV, episodio 2x06 (2013)
- L'incubo di mia figlia (A Daughter's Nightmare) – film TV, regia di Vic Sarin (2014)
- Mad Men - serie TV, episodi 7x08-7x11-7x12 (2015)
- C'era una volta (Once Upon a Time) – serie TV, episodio 6x07 (2016)
- Van Helsing - serie TV, (2016-2021)

### Regista
- Gioventù ribelle (The Incredible Mrs. Ritchie) (2004)
- Atlas Shrugged: Part I (2011)

### Produttore
- God Is a Bullet, regia di Nick Cassavetes (2023)

## Doppiatori italiani
Nelle versioni in italiano delle opere in cui ha recitato, Paul Johannson è stato doppiato da:
- Roberto Certomà in Andromeda, Dear Eleonor
- Andrea Ward in Santa Barbara, Alpha Dog
- Vittorio Guerrieri in Beverly Hills 90210, L'ultimo ballo
- Massimo De Ambrosis in Bolle di sapone, John Q
- Germano Basile in Pianeta Terra: Cronaca di un'invasione
- Sergio Lucchetti in C'era una volta
- Stefano Albertini in Van Helsing
- Lorenzo Macrì in Darkness Falling
- Maurizio Reti in One Tree Hill
- Andrea Lavagnino in NCIS - Unità anticrimine
- Mauro Gravina in Criminal Minds
- Alessandro Messina in CSI - Scena del crimine
- Lucio Saccone in Mad Men
- Alessandro D'Errico in Detective Knight - Giorni di fuoco
- Stefano Alessandroni in K9 - Squadra antidroga